# Ángel Férez
Ángel Férez Crespo (Sevilla, España, 20 de enero de 1966) es un exfutbolista y entrenador de porteros  español que se desempeñaba como portero.

## Clubes
| Club                      | País   | Año       |
| ------------------------- | ------ | --------- |
| Real Madrid Castilla C.F. | España | 1986-1987 |
| Rayo Vallecano            | España | 1987-1992 |
| Club Polideportivo Mérida | España | 1992-1994 |
| Cádiz Club de Fútbol      | España | 1994-1999 |